# ICC Trophy 1990
De ICC Trophy werd in 1990 voor de vierde keer gehouden. Voor het eerst werd het toernooi niet in Engeland gehouden. Nederland was gastheer. Zeventien landen namen deel. Net als bij de vorige editie speelden Nederland en Zimbabwe de finale waarbij Zimbabwe voor de derde keer op rij het toernooi wist te winnen. Als toernooiwinnaar plaatste Zimbabwe zich tevens voor  het wereldkampioenschap cricket 1992. 

## Deelnemende landen en opzet
Alle 18 landen met een "Associate Member" bij de ICC mochten meedoen. West-Africa deed niet mee en de resterende 17 landen werden ingedeeld in drie groepen van vier en een van vijf landen. De nummers een en twee van elke groep plaatsten zich voor de tweede ronde. Daarin werden de acht geplaatste landen in twee groepen van vier ingedeeld en de nummers een en twee speelden de halve finale. De landen die in de eerste ronde werden uitgeschakeld speelden nog een verliezerstoernooi. Een overwinning was goed voor vier punten, een gestaakte of afgezegde wedstrijd leverde twee punten op. Bij een gelijk aantal punten gaf het run rate de doorslag.

## Wedstrijden

### Eerste ronde
Groep A
| # | Team      | Gesp. | W | V | RR    | Ptn |
| - | --------- | ----- | - | - | ----- | --- |
| 1 | Zimbabwe  | 3     | 3 | 0 | 3.733 | 12  |
| 2 | Canada    | 3     | 2 | 1 | 3.158 | 8   |
| 3 | Singapore | 3     | 1 | 2 | 2.058 | 4   |
| 4 | Maleisië  | 3     | 0 | 3 | 2.083 | 0   |

| 4 juni | Singapore 108 (57) | v | Canada 110/2 (30.5) | Canada wint met 8 wickets Den Haag |
| 4 juni |                    |   |                     | Canada wint met 8 wickets Den Haag |
|        |                    |   |                     |                                    |

| 4 juni | Maleisië 80 (38.4) | v | Zimbabwe 81/1 (23.4) | Zimbabwe wint met 9 wickets Den Haag |
| 4 juni |                    |   |                      | Zimbabwe wint met 9 wickets Den Haag |
|        |                    |   |                      |                                      |

| 6 juni | Maleisië 148 (57.5) | v | Canada 153/2 (39) | Canada wint met 8 wickets Deventer |
| 6 juni |                     |   |                   | Canada wint met 8 wickets Deventer |
|        |                     |   |                   |                                    |

| 6 juni | Singapore 108 (50.1) | v | Zimbabwe 109/0 (24.5) | Zimbabwe wint met 10 wickets Nijmegen |
| 6 juni |                      |   |                       | Zimbabwe wint met 10 wickets Nijmegen |
|        |                      |   |                       |                                       |

| 10 juni | Zimbabwe 215 (59.4) | v | Canada 147 (51.4) | Zimbabwe wint met 68 runs Haarlem |
| 10 juni |                     |   |                   | Zimbabwe wint met 68 runs Haarlem |
|         |                     |   |                   |                                   |

| 10 juni | Maleisië 147 (51.1) | v | Singapore 151/6 (58.2) | Singapore wint met 4 wickets Amstelveen |
| 10 juni |                     |   |                        | Singapore wint met 4 wickets Amstelveen |
|         |                     |   |                        |                                         |

Groep B
| # | Team       | Gesp. | W | V | RR    | Ptn |
| - | ---------- | ----- | - | - | ----- | --- |
| 1 | Bangladesh | 3     | 3 | 0 | 3.156 | 12  |
| 2 | Kenia      | 3     | 1 | 2 | 3.439 | 4   |
| 3 | Fiji       | 3     | 1 | 2 | 3.312 | 4   |
| 4 | Bermuda    | 3     | 1 | 2 | 3.150 | 4   |

| 4 juni | Kenia 189/9 (60) | v | Bangladesh 190/7 (58.1) | Bangladesh wint met 3 wickets Amstelveen |
| 4 juni |                  |   |                         | Bangladesh wint met 3 wickets Amstelveen |
|        |                  |   |                         |                                          |

| 4 juni | Fiji 206/9 (60) | v | Bermuda 148 (43) | Fiji wint met 58 runs Schiedam |
| 4 juni |                 |   |                  | Fiji wint met 58 runs Schiedam |
|        |                 |   |                  |                                |

| 6 juni | Bangladesh 175 (56.5) | v | Bermuda 139 (53.5) | Bangladesh wint met 36 runs Den Haag |
| 6 juni |                       |   |                    | Bangladesh wint met 36 runs Den Haag |
|        |                       |   |                    |                                      |

| 6 juni | Fiji 168/8 (50) | v | Kenia 169/6 (46.2) | Kenia wint met 4 wickets Den Haag |
| 6 juni |                 |   |                    | Kenia wint met 4 wickets Den Haag |
|        |                 |   |                    |                                   |

| 10 juni | Fiji 189 (59.5) | v | Bangladesh 193/7 (58.4) | Bangladesh wint met 3 wickets Rotterdam |
| 10 juni |                 |   |                         | Bangladesh wint met 3 wickets Rotterdam |
|         |                 |   |                         |                                         |

| 10 juni | Bermuda 280 (58.3) | v | Kenia 214/9 (60) | Bermuda wint met 66 runs Amstelveen |
| 10 juni |                    |   |                  | Bermuda wint met 66 runs Amstelveen |
|         |                    |   |                  |                                     |

Groep C
| # | Team                     | Gesp. | W | V | RR    | Ptn |
| - | ------------------------ | ----- | - | - | ----- | --- |
| 1 | Verenigde Staten         | 3     | 3 | 0 | 4.058 | 12  |
| 2 | Denemarken               | 3     | 2 | 1 | 3.449 | 8   |
| 3 | Gibraltar                | 3     | 1 | 2 | 2.509 | 4   |
| 4 | Oost- en Centraal-Afrika | 3     | 0 | 3 | 2.228 | 0   |

| 4 juni | Verenigde Staten 198/7 (50) | v | Gibraltar 103 (42) | Verenigde Staten wint met 95 runs Haarlem |
| 4 juni |                             |   |                    | Verenigde Staten wint met 95 runs Haarlem |
|        |                             |   |                    |                                           |

| 6 juni | Denemarken 197/9 (60) | v | Oost- en Centraal-Afrika 94 (43.5) | Denemarken wint met 103 runs Schiedam |
| 6 juni |                       |   |                                    | Denemarken wint met 103 runs Schiedam |
|        |                       |   |                                    |                                       |

| 8 juni | Gibraltar 128 (46.5) | v | Denemarken 129/3 (36) | Denemarken wint met 7 wickets Deventer |
| 8 juni |                      |   |                       | Denemarken wint met 7 wickets Deventer |
|        |                      |   |                       |                                        |

| 8 juni | Verenigde Staten 404/9 (60) | v | Oost- en Centraal-Afrika 41/2 (20) | No Result - verplaatst naar 11 juni Nijmegen |
| 8 juni |                             |   |                                    | No Result - verplaatst naar 11 juni Nijmegen |
|        |                             |   |                                    |                                              |

| 10 juni | Oost- en Centraal-Afrika 123 (42.4) | v | Gibraltar 124/2 (31.3) | Gibraltar wint met 8 wickets Den Haag |
| 10 juni |                                     |   |                        | Gibraltar wint met 8 wickets Den Haag |
|         |                                     |   |                        |                                       |

| 11 juni | Oost- en Centraal-Afrika 184 (59.3) | v | Verenigde Staten 186/5 (39.5) | Verenigde Staten wint met 5 wickets Nijmegen |
| 11 juni |                                     |   |                               | Verenigde Staten wint met 5 wickets Nijmegen |
|         |                                     |   |                               |                                              |

| 12 juni | Verenigde Staten 224/8 (60) | v | Denemarken 212 (58.5) | Verenigde Staten wint met 12 runs Amstelveen |
| 12 juni |                             |   |                       | Verenigde Staten wint met 12 runs Amstelveen |
|         |                             |   |                       |                                              |

Groep D
| # | Team                | Gesp. | W | V | RR    | Ptn |
| - | ------------------- | ----- | - | - | ----- | --- |
| 1 | Nederland           | 4     | 4 | 0 | 5.466 | 16  |
| 2 | Papoea-Nieuw-Guinea | 4     | 3 | 1 | 3.270 | 12  |
| 3 | Hongkong            | 4     | 2 | 2 | 3.812 | 8   |
| 4 | Israël              | 4     | 1 | 3 | 2.285 | 4   |
| 5 | Argentinië          | 4     | 0 | 4 | 1.962 | 0   |

| 4 juni | Papoea-Nieuw-Guinea 265/7 (60) | v | Argentinië 98 (44.3) | Papoea-Nieuw-Guinea wint met 167 runs Nijmegen |
| 4 juni |                                |   |                      | Papoea-Nieuw-Guinea wint met 167 runs Nijmegen |
|        |                                |   |                      |                                                |

| 4 juni | Nederland 402/4 (60) | v | Israël 64 (38.1) | Nederland wint met 338 runs Amstelveen |
| 4 juni |                      |   |                  | Nederland wint met 338 runs Amstelveen |
|        |                      |   |                  |                                        |

| 6 juni | Argentinië 127 (54.2) | v | Israël 129/9 (51) | Israël wint met 1 Wicket Den Haag |
| 6 juni |                       |   |                   | Israël wint met 1 Wicket Den Haag |
|        |                       |   |                   |                                   |

| 6 juni | Hongkong 178/7 (60) | v | Nederland 184/3 (25.5) | Nederland wint met 7 wickets Rotterdam |
| 6 juni |                     |   |                        | Nederland wint met 7 wickets Rotterdam |
|        |                     |   |                        |                                        |

| 8 juni | Papoea-Nieuw-Guinea 220/7 (60) | v | Hongkong 184 (56.5) | Papoea-Nieuw-Guinea wint met 36 runs Haarlem |
| 8 juni |                                |   |                     | Papoea-Nieuw-Guinea wint met 36 runs Haarlem |
|        |                                |   |                     |                                              |

| 8 juni | Nederland 302/7 (60) | v | Argentinië 79 (40.2) | Nederland wint met 223 runs Den Haag |
| 8 juni |                      |   |                      | Nederland wint met 223 runs Den Haag |
|        |                      |   |                      |                                      |

| 10 juni | Hongkong 230/9 (60) | v | Argentinië 167 (54.3) | Hongkong wint met 63 runs Deventer |
| 10 juni |                     |   |                       | Hongkong wint met 63 runs Deventer |
|         |                     |   |                       |                                    |

| 10 juni | Papoea-Nieuw-Guinea 190 (48.4) | v | Israël 133/9 (50) | Papoea-Nieuw-Guinea wint met 57 runs Schiedam |
| 10 juni |                                |   |                   | Papoea-Nieuw-Guinea wint met 57 runs Schiedam |
|         |                                |   |                   |                                               |

| 12 juni | Hongkong 323/4 (60) | v | Israël 179 (50) | Hongkong wint met 144 runs Amstelveen |
| 12 juni |                     |   |                 | Hongkong wint met 144 runs Amstelveen |
|         |                     |   |                 |                                       |

| 12 juni | Nederland 237 (59.5) | v | Papoea-Nieuw-Guinea 77 (38.1) | Nederland wint met 160 runs Haarlem |
| 12 juni |                      |   |                               | Nederland wint met 160 runs Haarlem |
|         |                      |   |                               |                                     |

## Tweede ronde
Groep E
| # | Team                | Gesp. | W | V | RR    | Ptn |
| - | ------------------- | ----- | - | - | ----- | --- |
| 1 | Zimbabwe            | 3     | 3 | 0 | 3.706 | 12  |
| 2 | Kenia               | 3     | 1 | 2 | 2.975 | 4   |
| 3 | Papoea-Nieuw-Guinea | 3     | 1 | 2 | 2.700 | 4   |
| 4 | Verenigde Staten    | 3     | 1 | 2 | 2.683 | 4   |

| 14 juni | Verenigde Staten 162 (58.5) | v | Kenia 163/4 (42) | Kenia wint met 6 wickets Amstelveen |
| 14 juni |                             |   |                  | Kenia wint met 6 wickets Amstelveen |
|         |                             |   |                  |                                     |

| 14 juni | Papoea-Nieuw-Guinea 133 (47.3) | v | Zimbabwe 134/1 (35.4) | Zimbabwe wint met 9 wickets Haarlem |
| 14 juni |                                |   |                       | Zimbabwe wint met 9 wickets Haarlem |
|         |                                |   |                       |                                     |

| 16 juni | Papoea-Nieuw-Guinea 230 (59.4) | v | Kenia 193 (57.2) | Papoea-Nieuw-Guinea wint met 37 runs Den Haag |
| 16 juni |                                |   |                  | Papoea-Nieuw-Guinea wint met 37 runs Den Haag |
|         |                                |   |                  |                                               |

| 16 juni | Verenigde Staten 131 (59.3) | v | Zimbabwe 132/3 (46) | Zimbabwe wint met 7 wickets Nijmegen |
| 16 juni |                             |   |                     | Zimbabwe wint met 7 wickets Nijmegen |
|         |                             |   |                     |                                      |

| 18 juni | Zimbabwe 259/9 (60) | v | Kenia 126/6 (60) | Zimbabwe wint met 133 runs Amstelveen |
| 18 juni |                     |   |                  | Zimbabwe wint met 133 runs Amstelveen |
|         |                     |   |                  |                                       |

| 18 juni | Verenigde Staten 190 (51.2) | v | Papoea-Nieuw-Guinea 123 (25.2) | Verenigde Staten wint met 67 runs Amstelveen |
| 18 juni |                             |   |                                | Verenigde Staten wint met 67 runs Amstelveen |
|         |                             |   |                                |                                              |

Groep F
| # | Team       | Gesp. | W | V | RR    | Ptn |
| - | ---------- | ----- | - | - | ----- | --- |
| 1 | Nederland  | 3     | 2 | 1 | 3.683 | 8   |
| 2 | Bangladesh | 3     | 2 | 1 | 3.607 | 8   |
| 3 | Denemarken | 3     | 1 | 2 | 2.095 | 4   |
| 4 | Canada     | 3     | 1 | 2 | 2.717 | 4   |

| 14 juni | Denemarken 233/9 (60) | v | Bangladesh 235/7 (59.4) | Bangladesh wint met 3 wickets Rotterdam |
| 14 juni |                       |   |                         | Bangladesh wint met 3 wickets Rotterdam |
|         |                       |   |                         |                                         |

| 14 juni | Canada 199 (57.2) | v | Nederland 178/8 (60) | Canada wint met 21 runs Deventer |
| 14 juni |                   |   |                      | Canada wint met 21 runs Deventer |
|         |                   |   |                      |                                  |

| 16 juni | Canada 142 (54.3) | v | Denemarken 143/4 (50.5) | Denemarken wint met 6 wickets Den Haag |
| 16 juni |                   |   |                         | Denemarken wint met 6 wickets Den Haag |
|         |                   |   |                         |                                        |

| 16 juni | Nederland 309/7 (60) | v | Bangladesh 148 (47.4) | Nederland wint met 161 runs Amstelveen |
| 16 juni |                      |   |                       | Nederland wint met 161 runs Amstelveen |
|         |                      |   |                       |                                        |

| 18 juni | Bangladesh 265/6 (60) | v | Canada 148 (44.4) | Bangladesh wint met 117 runs Haarlem |
| 18 juni |                       |   |                   | Bangladesh wint met 117 runs Haarlem |
|         |                       |   |                   |                                      |

| 18 juni | Nederland 176 (59.3) | v | Denemarken 122 (53.4) | Nederland wint met 54 runs Schiedam |
| 18 juni |                      |   |                       | Nederland wint met 54 runs Schiedam |
|         |                      |   |                       |                                     |

### Verliezerstoernooi
Groep G
| # | Team      | Gesp. | W | V | RR    | Ptn |
| - | --------- | ----- | - | - | ----- | --- |
| 1 | Bermuda   | 3     | 3 | 0 | 5.175 | 12  |
| 2 | Gibraltar | 3     | 2 | 1 | 3.450 | 8   |
| 3 | Singapore | 3     | 1 | 2 | 2.255 | 4   |
| 4 | Israël    | 3     | 0 | 3 | 2.578 | 0   |

| 14 juni | Israël | v | Singapore | Singapore wint met 7 wickets Amsterdam |
| 14 juni |        |   |           | Singapore wint met 7 wickets Amsterdam |
|         |        |   |           |                                        |

| 15 juni | Bermuda | v | Gibraltar | Bermuda wint met 180 runs Nijmegen |
| 15 juni |         |   |           | Bermuda wint met 180 runs Nijmegen |
|         |         |   |           |                                    |

| 16 juni | Gibraltar | v | Singapore | Gibraltar wint met 6 wickets Schiedam |
| 16 juni |           |   |           | Gibraltar wint met 6 wickets Schiedam |
|         |           |   |           |                                       |

| 18 juni | Gibraltar | v | Israël | Gibraltar wint met 5 wickets Rotterdam |
| 18 juni |           |   |        | Gibraltar wint met 5 wickets Rotterdam |
|         |           |   |        |                                        |

| 18 juni | Bermuda | v | Singapore | Bermuda wint met 208 runs Den Haag |
| 18 juni |         |   |           | Bermuda wint met 208 runs Den Haag |
|         |         |   |           |                                    |

| 19 juni | Bermuda | v | Israël | Bermuda wint met 7 wickets Rotterdam |
| 19 juni |         |   |        | Bermuda wint met 7 wickets Rotterdam |
|         |         |   |        |                                      |

Groep H
| # | Team                     | Gesp. | W | V | RR    | Ptn |
| - | ------------------------ | ----- | - | - | ----- | --- |
| 1 | Fiji                     | 4     | 4 | 0 | 4.761 | 16  |
| 2 | Hongkong                 | 4     | 3 | 1 | 3.317 | 12  |
| 3 | Oost- en Centraal-Afrika | 4     | 1 | 3 | 3.118 | 4   |
| 4 | Maleisië                 | 4     | 1 | 3 | 3.004 | 4   |
| 5 | Argentinië               | 4     | 1 | 3 | 2.836 | 4   |

| 14 juni | Argentinië | v | Fiji | Fiji wint met 68 runs Den Haag |
| 14 juni |            |   |      | Fiji wint met 68 runs Den Haag |
|         |            |   |      |                                |

| 14 juni | Oost- en Centraal-Afrika | v | Maleisië | Oost- en Centraal-Afrika wint met 49 runs Schiedam |
| 14 juni |                          |   |          | Oost- en Centraal-Afrika wint met 49 runs Schiedam |
|         |                          |   |          |                                                    |

| 15 juni | Argentinië | v | Oost- en Centraal-Afrika | Argentinië wint met 3 wickets Den Haag |
| 15 juni |            |   |                          | Argentinië wint met 3 wickets Den Haag |
|         |            |   |                          |                                        |

| 15 juni | Hongkong | v | Maleisië | Hongkong wint met 3 wickets Schiedam |
| 15 juni |          |   |          | Hongkong wint met 3 wickets Schiedam |
|         |          |   |          |                                      |

| 16 juni | Argentinië | v | Maleisië | Maleisië wint met 155 runs Deventer |
| 16 juni |            |   |          | Maleisië wint met 155 runs Deventer |
|         |            |   |          |                                     |

| 16 juni | Fiji | v | Hongkong | Fiji wint met 6 wickets Rotterdam |
| 16 juni |      |   |          | Fiji wint met 6 wickets Rotterdam |
|         |      |   |          |                                   |

| 18 juni | Oost- en Centraal-Afrika | v | Hongkong | Hongkong wint met 3 wickets Den Haag |
| 18 juni |                          |   |          | Hongkong wint met 3 wickets Den Haag |
|         |                          |   |          |                                      |

| 18 juni | Fiji | v | Maleisië | Fiji wint met 8 wickets Nijmegen |
| 18 juni |      |   |          | Fiji wint met 8 wickets Nijmegen |
|         |      |   |          |                                  |

| 19 juni | Oost- en Centraal-Afrika | v | Fiji | Fiji wint met 95 runs Amsterdam |
| 19 juni |                          |   |      | Fiji wint met 95 runs Amsterdam |
|         |                          |   |      |                                 |

### Halve finale
| 20 juni | Kenia 202 (59.4) | v | Nederland 205/5 (56.2) | Nederland wint met 5 wickets Den Haag |
| 20 juni |                  |   |                        | Nederland wint met 5 wickets Den Haag |
|         |                  |   |                        |                                       |

| 21 juni | Zimbabwe 231/7 (60) | v | Bangladesh 147 (53.1) | Zimbabwe wint met 84 runs Den Haag |
| 21 juni |                     |   |                       | Zimbabwe wint met 84 runs Den Haag |
|         |                     |   |                       |                                    |

### Finale
| 23 juni | Nederland 197/9 (60) | v | Zimbabwe 198/4 (54.2) | Zimbabwe wint met 6 wickets Den Haag |
| 23 juni |                      |   |                       | Zimbabwe wint met 6 wickets Den Haag |
|         |                      |   |                       |                                      |